# Georg Christoph von Behr
Georg Christoph von Behr (1664 – 23. januar 1723 i Nustrow, Mecklenburg-Schwerin) var en tysk adelsmand og dansk hofmarskal, far til Joachim Ehrenreich von Behr.
Behr var søn af Heino von Behr (1633-1694) og Katharina von Blanckenburg (1648-1715). I 1690'erne var han dansk kammerjunker og var på en studierejse. Han var hofmarskal hos Prins Carl og vendte senere hjem til sit fædreland.
Han var gift med Abigail von Wedel (død 21. januar 1718 i Nustrow).